# كأس العالم للرغبي 1995
كأس العالم للرجبي 1995 (بالإنجليزية: 1995 Rugby World Cup)‏ هو الموسم 3 من  كأس العالم للرجبي. أقيم خلال الفترة 25 مايو 1995، وحتى 24 يونيو 1995، وبمشاركة  16 فريقاً، وفاز فيه منتخب جنوب أفريقيا الوطني لاتحاد الرغبي.